# 褚贡
褚貢，(2世纪—184年)，東漢政治人物。

## 生平
早年經歷不詳，漢靈帝時期擔任南陽太守，中平元年二月（184年），太平教大方馬元義事敗被殺，張曼成聞訊立即率眾在南陽起兵。三月庚子日擊殺褚貢。